# Leaves' Eyes
Leaves' Eyes é uma banda de metal sinfônico com elementos de música folclórica da Noruega/Alemanha, criada em 2003, logo depois de Liv Kristine sair da banda Theatre of Tragedy. A banda foi formada por Liv Kristine, Alexander Krull (Ex Marido de Liv) e também por membros da banda Atrocity. Leaves' Eyes combina metal com elementos clássicos. Os vocais de Liv e Elina são ocasionalmente acompanhados de death grunts de Krull.

## História
Seu primeiro álbum, Lovelorn, foi lançado em 2004. O segundo álbum, Vinland Saga, foi lançado em 30 de maio de 2005, e reconta a jornada de descobrimento de Vinlândia (i.e. América do Norte) por Leif Erikson. O EP Legend Land foi lançado em 2 de junho de 2006 como continuação de Vinland Saga.
Liv Kristine pensou no nome da banda, que é uma referência a seu primeiro nome. "Leaves" é conectado a natureza, que sempre teve uma grande influência para Liv. Ela escreve todas as letras das músicas da banda.
Em 15 de Abril de 2016, foi anunciado através das redes sociais e em sua página oficial que Liv Kristine não fazia mais parte da banda, anunciando Elina Siirala (enKelination) como nova vocalista da banda.
Liv que foi membro fundadora disse:
"Estou muito orgulhosa de ter sido membro fundador e vocalista do Leaves' Eyes, que desempenhou um papel vital na minha vida desde 2003. Boa sorte rapazes, obrigado pela incrível música, momentos marcantes com nosso público em todo o mundo , além disso, a paixão que todos compartilhamos. Amor, Liv "
A banda da boas vindas a Elina que agradeceu prometendo fazer um ótimo trabalho. Elina fará sua estreia na banda no dia 17 de Abril de 2016 no Hammersonic Festival na Indonésia.
Em 2019 a banda apresenta o single Serkland. A música fará parte do EP Black Butterfly, a ser no dia 22 de novembro.

## Membros

### Atuais
- Elina Siirala - Vocal
- Alexander Krull - Vocal, Teclado
- Thorsten Bauer - Guitarra, Baixo
- Sander Van Der Meer - Guitarra
- Joris Nijenhuis - Bateria

### Ex - Integrantes
- Martin Schmidt - Bateria (2003-2004)
- Alla Fedynitch - Baixo
- Pete Streit - Guitarra (Turnê 2015)
- Liv Kristine Espenæs - Vocal (2003 - 2016)

## Discografia

### Álbuns
- Estúdio
- Lovelorn (2004)
- Vinland Saga (2005)
- Njord (2009)
- Meredead (2011)
- Symphonies of the Night (2013)
- King of Kings (2015)
- Sign of the Dragonhead (2018)

- Ao vivo
- We Came with the Northern Winds - En Saga I Belgia (2009)

### Singles e EPs
- Into Your Light (2004)
- Elegy (2005)
- Legend Land (2006)
- My Destiny (2009)
- At Heaven's End  (2010)
- Melusine  (2011)
- Black Butterfly (2019) EP

## Discografia

### Vídeos
- "Into Your Light" (2004)
- "Elegy" (2005)
- "Legend Land" (2006)
- "My Destiny" (2009)
- "Get to France" (2011)
- "Hell to the Heavens" (2013)
- "Symphony of the Night" (2015)
- "Halvdan The Black" (2015)
- "The Waking Eye" (2015)